# Stanisław Dąbrowski (zm. 1750)
Stanisław Dąbrowski herbu  Jelita (zm. w 1750 roku) – skarbnik halicki w 1722 roku.
Sędzia kapturowy ziemi halickiej w 1733 roku.